# ミュールベルクの戦い
ミュールベルクの戦い（ミュールベルクのたたかい、独: Schlacht bei Mühlberg）は、1547年4月24日に神聖ローマ皇帝カール5世軍がシュマルカルデン同盟の軍隊を破った戦いである。この戦いでプロテスタント軍の総大将ザクセン選帝侯ヨハン・フリードリヒは捕虜となり、シュマルカルデン戦争は皇帝側の勝利に終わった。

## 戦闘の経緯

ミュールベルクの戦い後の皇帝カール5世を描いた『カール5世騎馬像』。ティッツィアーノ画

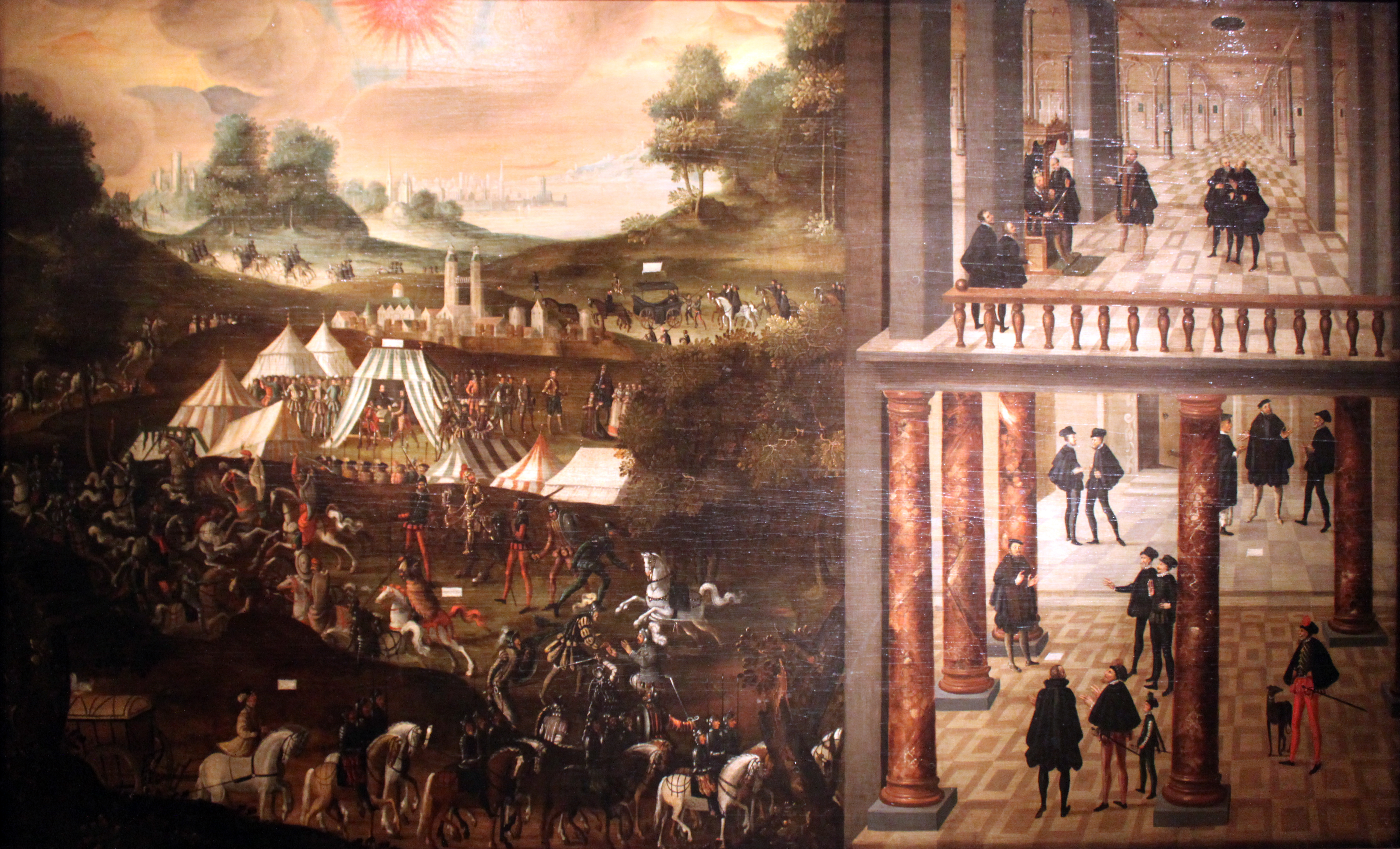
1547年のミュールベルクの戦いと捕虜となったザクセン選帝侯ヨハン・フリードリヒ、1630年の絵画、ベルリンのドイツ歴史博物館所蔵

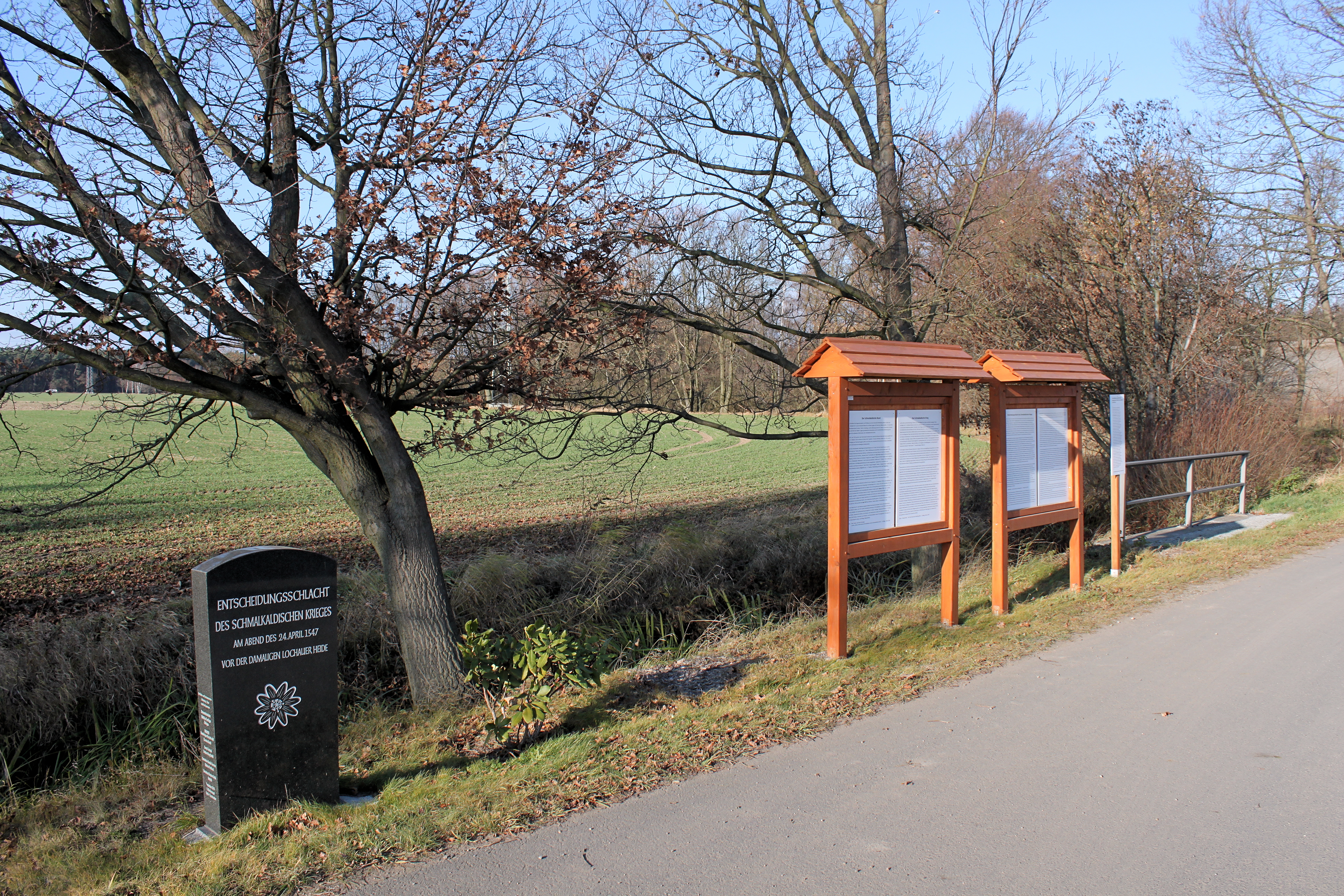
ファルケンベルクの決定的な戦いの場所を示す記念碑

プロテスタント軍はザクセン選帝侯ヨハン・フリードリヒ指揮下の約7,000の兵士からなっていたが、ミュールベルクの軍営で奇襲を受けた。プロテスタント軍はエルベ川北岸でマイセンからミュールベルクとトルガウを経由してヴィッテンベルクへ向かう行軍の途中であった。4月24日の朝、ちょうどヴィッテンベルク方面へ向け更なる行軍を準備していた。皇帝軍の渡河が直接には考えにくかったこともあって、エルベ川方面の護りにはわずかな監視と大砲しかつけていなかった。ザクセン選帝侯は状況をコントロールしていると錯覚していた。というのは、彼は将校のほとんどと一緒にテントの中で福音派の礼拝に参加していたからである。
その間にカール5世軍のスペイン人部隊が一部は泳いで、一部は浅瀬から広い河を横断していた。そして戦闘が始まった。わずかな選帝侯側の監視部隊は戦闘しながら陣営へ退却した。選帝侯ヨハン・フリードリヒは、小規模な自軍がカトリック軍の17,000の歩兵と10,000の騎兵に太刀打ちできるものではなかったので、退却を指示した。しかし、防備を固めたザクセン選帝侯の都市トルガウあるいはヴィッテンベルクに戻ることはもはやかなわなかった。むしろプロテスタント軍はその場で壊滅的な打撃を受けたのだった。
ファルケンベルクの森でスペインとハンガリーの軽騎兵はナポリの重騎兵と協力して選帝侯を包囲した。選帝侯は抵抗し勇敢に戦ったが、顔面にサーベルを受け負傷し、捕虜となり、まずアルバ公のもとへ、最後には皇帝の下へ引き立てられた。

## 戦闘の結果
- ミュールベルクでの敗北はシュマルカルデン同盟の終わりを意味していた。ヴィッテンベルク降伏条約が1547年5月19日にシュマルカルデン戦争を終結させた。
- ヨハン・フリードリヒは選帝侯位を失い、領土の大部分をカール5世と結んだザクセン公モーリッツに割譲された。エルネスティン家にはテューリンゲンの所領のみが残された。（ナウムブルク条約）
- エルネスティン家とアルベルティン家との間で最終的な貨幣の分離が行われた。ライプツィヒの主立った場所で1485年に取り決められた共通の貨幣鋳造は廃止された。
- いわゆる武装したアウクスブルクの帝国議会で劣勢のプロテスタント諸侯と諸身分はアウクスブルク仮信条協定を一方的に押しつけられることになった。
- ボヘミア王フェルディナント1世は、ドイツのプロテスタント軍に対して兄カールに援軍を送っていたが、自分に向けられたボヘミアの諸身分の反乱鎮圧のために自由に動くことが可能になった。
- フェルディナントは自分に従わないオーバーラウジッツの諸都市を罰し、徴募期間終了後の1547年4月23日に諸都市の軍隊の解散を始め、そのため翌日彼らが戦闘に参加することはもうできなかった。
- 選帝侯軍によって占領されたドブラルク修道院領は再びニーダーラウジッツに併合された。